# Великозліївська сільська рада
Великозліївська сільська́ ра́да — адміністративно-територіальна одиниця та орган місцевого самоврядування в Ріпкинському районі Чернігівської області. Адміністративний центр — село Великий Зліїв.

## Загальні відомості
Великозліївська сільська рада утворена у 1943 році.
- Територія ради: 38,55 км²
- Населення ради: 1 122 особи (станом на 2001 рік)

## Населені пункти
Сільській раді були підпорядковані населені пункти:
- с. Великий Зліїв
- с. Вороб'їв
- с. Малий Зліїв
- с. Петрики
- с. Пушкіне
- с. Чисті Лужі

## Склад ради
Рада складалася з 14 депутатів та голови.
- Голова ради: Розсудовський Валентин Васильович
- Секретар ради: Лесун Світлана Миколаївна

### Керівний склад попередніх скликань
| Прізвище, ім'я, по батькові       | Основні відомості                                                 | Дата обрання | Дата звільнення |
| --------------------------------- | ----------------------------------------------------------------- | ------------ | --------------- |
| Гаврик Микола Володимирович       | Сільський голова, 1953 року народження, член Народної партії      | 26.03.2006   | 31.10.2010      |
| Розсудовський Валентин Васильович | Сільський голова, 1978 року народження, освіта вища, безпартійний | 31.10.2010   |                 |

Примітка: таблиця складена за даними сайту Верховної Ради України

### Депутати
За результатами місцевих виборів 2010 року депутатами ради стали:

#### За суб'єктами висування
| Суб'єкт висування                                       | Кількість обраних депутатів | %    |
| ------------------------------------------------------- | --------------------------- | ---- |
| Партія регіонів                                         | 10                          | 71,4 |
| Політична партія Всеукраїнське об'єднання «Батьківщина» | 1                           | 7,1  |
| Політична партія «Сильна Україна»                       | 1                           | 7,1  |
| Самовисування                                           | 1                           | 7,1  |
| Соціалістична партія України                            | 1                           | 7,1  |

#### За округами
| № округу                                                | Прізвище, ім'я, по батькові    | Дата визнання обраним | Освіта  | Партійна приналежність                        | Відомості про обраного депутата                                                      |
| ------------------------------------------------------- | ------------------------------ | --------------------- | ------- | --------------------------------------------- | ------------------------------------------------------------------------------------ |
| Партія регіонів                                         |                                |                       |         |                                               |                                                                                      |
| 1                                                       | Уланович Станіслав Миколайович | 02.11.2010            | середня | член Партії регіонів                          | пункт тимчасового перебування іноземців с. Розсудів, охоронець                       |
| 2                                                       | Шеремет Ніна Миколаївна        | 02.11.2010            | середня | член Партії регіонів                          | ТЦ районного управління праці та соціального захисту населення, соціальний працівник |
| 4                                                       | Лесун Світлана Миколаївна      | 02.11.2010            | вища    | член Партії регіонів                          | Великозліївська сільська рада, секретар                                              |
| 5                                                       | Руденок Лідія Сергіївна        | 02.11.2010            | середня | член Партії регіонів                          | Любецький будинок-інтернат, молодша медична сестра                                   |
| 6                                                       | Руденок Анатолій Миколайович   | 02.11.2010            | вища    | член Партії регіонів                          | ПОП «Славутич», головний інженер                                                     |
| 7                                                       | Уланович Віталій Миколайович   | 02.11.2010            | середня | член Партії регіонів                          | ПОП «Славутич», водій                                                                |
| 9                                                       | Копич Ніна Віталіївна          | 02.11.2010            | вища    | член Партії регіонів                          | Великозліївське відділення зв'язку, листоноша                                        |
| 10                                                      | Рубаха Валентина Василівна     | 02.11.2010            | вища    | член Партії регіонів                          | Великозліївський фельдшерсько-акушерський пункт, завідувачка                         |
| 11                                                      | Бобровник Алла Петрівна        | 02.11.2010            | середня | член Партії регіонів                          | Великозліївський фельдшерсько-акушерський пункт, молодша медична сестра              |
| 12                                                      | Деревянко Валентина Василівна  | 02.11.2010            | вища    | член Партії регіонів                          | ПОП «Славутич», бухгалтер                                                            |
| Політична партія Всеукраїнське об'єднання «Батьківщина» |                                |                       |         |                                               |                                                                                      |
| 13                                                      | Томилко Юлія Володимирівна     | 02.11.2010            | середня | член Всеукраїнського об'єднання «Батьківщина» | тимчасово не працює                                                                  |
| Політична партія «Сильна Україна»                       |                                |                       |         |                                               |                                                                                      |
| 3                                                       | Тужик Ксенія Михайлівна        | 02.11.2010            | середня | член Політичної партії «Сильна Україна»       | ТЦ районного управління праці та соціального захисту населення, соціальний працівник |
| Соціалістична партія України                            |                                |                       |         |                                               |                                                                                      |
| 8                                                       | Хандога Тетяна Костянтинівна   | 02.11.2010            | вища    | член Соціалістичної партії України            | Великозліївська загальноосвітня школа, вчитель                                       |
| Самовисування                                           |                                |                       |         |                                               |                                                                                      |
| 14                                                      | Пилеко Володимир Михайлович    | 09.01.2011            | середня | член Політичної партії «Наша Україна»         | пенсіонер                                                                            |